# Moon River
A Moon River – egy örökzölddé vált filmdal, melynek szövegét Johnny Mercer, dallamát Henry Mancini írta 1961-ben.
1962-ben elnyerte a legjobb eredeti dalnak járó Oscar-díjat; ez volt a Henry Mancini and His Orchestra által előadott főcímdal az Audrey Hepburn főszereplésével készült Álom luxuskivitelben (Breakfast at Tiffany's) c. filmnek. ISWC T-070.111.569-6
Ugyanebben a filmben Audrey Hepburn is elénekli dalt, saját magát gitárral kísérve.
Az évek során a dal igen népszerű lett szerte a világon, sok énekes vette fel a repertoárjába, többek között Nicki Parrott, Frank Sinatra, Andy Williams, Paul Anka, Barbra Streisand, Louis Armstrong, Judy Garland, Karel Gott, R.E.M., Westlife, Jane Monheit is. Magyarországon is többnyire az eredeti angol szöveggel éneklik. Magyar nyelven Hold folyó címmel Cserháti Zsuzsa vitte sikerre. Szövegírója Bradányi Iván.

## Külső hivatkozások
- Dalszöveg